# Gyurcsok József
Gyurcsok József (Vác, 1951. január 31. – Gyöngyös, 2017. április 11.) magyar médiaszemélyiség, saját megfogalmazásában „sámán-táltos népi energiagyógyász” és egyházalapító tanító.

## Élete
Villanyszerelőként dolgozott, mielőtt „energetikai gyógyászattal” kezdett foglalkozni. Elsőként vezetett „távgyógyító” műsort a Budapest Televízióban, amelyben – a szkeptikusok körében nagy felháborodást kiváltva – energiagyógyászattal és szuggesztióval „gyógyította” az őt emelt díjas telefonszámon felhívó betegeket.
1996-ban létre hozta az Egyetemes Szeretet Egyházat, amit kritikusai szerint az is motiválhatott, hogy megfelelő képzettség híján enélkül nem folytathatott volna természetgyógyászati tevékenységet. Kismarosi tanyáján gyógyító központot működtetett.
Hosszú betegeskedés, több agyvérzés után 2017. április 11-én, Gyöngyösön hunyt el. Április 28-án az Érdi Nagytemetőben kísérték utolsó útjára.

## Könyvei
- A szeretet újjászületése (1995, Myra Sunshine-nal)
- Megérint a jövő (1995, Myra Sunshine-nal)
- 996–1996 Egy Szakrális Királyság vége – és kezdete (1997)
- Vallomás. Találkozásom Istennel; Kornétás, Bp., 1999

### Havilapok
- Esélyadók. Gyurcsok József és társainak havilapja; főszerk. Kiss Csaba; Engedjétek Hozzám a Gyermekeket Kiknek Nem Adatott Meg az Egészség Alapítvány Bp., 1994-1995
- Új! Esélyadók. Gyurcsok József havilapja; főszerk. Kiss Csaba; Esélyadó Alapítvány, Nagymaros, 1996-1997
- Lelkünk tükre. Gyurcsok József havilapja; főszerk. Gyurcsok József, szerk. Pálesz Béla; Egyetemes Szeretet Egyháza, Nagymaros, 1997-1998